# 白鸞姓
白鸞，是中國古代一個現已消失或極奇稀有的複姓中文姓氏。出自《欽定古今圖書集成》。

## 外部連結
- 臺灣尋根網（页面存档备份，存于）